# 杉原盛重
杉原 盛重（すぎはら もりしげ）は、戦国時代の武将。毛利氏の家臣。杉原匡信の次男。

## 生涯
いわゆる「山手杉原氏」の一族。銀山城 (備後国)の3代目城主。備後国の国人・山名理興の家老でもあり、大内氏と争った神辺合戦で活躍した。大内氏の勢力を継承した毛利氏の傘下となった理興が、弘治3年（1557年）に継嗣のないまま死去すると、盛重はその勇猛ぶりが毛利氏重臣である吉川元春に評価され、理興の跡を継いで備後国神辺城主となった。
ただし、山名理興と杉原盛重の関係を整理した木下和司によれば、元々神辺城は山名理興の配下であった杉原豊後守が城将であったが、天文21年（1552年）に豊後守は山名氏を離反して大内氏に降り、その後天文23年（1554年）10月までに大内氏と決別した毛利氏に従った。後世編纂の系譜では豊後守の嫡男に早世した杉原直良がおり、盛重はその弟とされているが、直良兄弟は分家の山手杉原氏の出身が正しく、豊後守と直良・盛重は父子関係ではない。直良は白井膳胤と熊谷元直の娘との間に生まれた女性を妻としていたが、彼女は吉川元春の正室新庄局の従妹にあたっていた。このため、山名理興が没落し、杉原豊後守が病死すると、吉川元春は直良の妻を通じてつながりのあった盛重に豊後守の未亡人（毛利興元の娘、つまり元春の従姉にあたる）を娶らせて、神辺城主としたのだという。弘治3年2月に盛重が神辺城周辺の所領を配下に与えている文書があるため、豊後守の死去と盛重の相続はそれ以前に行われたことになる。
その後、毛利方の武将として各地を転戦するが、盛重の杉原家相続に異を唱えて下野した理興の旧臣・藤井皓玄により、盛重留守中の神辺城が占拠される事態もあった。なお、この謀反はすぐに鎮圧され藤井皓玄は備中国に逃亡し自刃している。
尼子氏との戦いでは、山中幸盛と戦い、永禄7年（1564年）には西伯耆の要衝である尾高城を与えられるが、永禄12年（1569年）には尼子家再興を目指す山中幸盛に、城を奪われることもあった。なお、伯耆国の地誌『伯耆民諺記』などでは伯耆国の国人・南条宗勝を尾高城に招いて毒殺したことが記されているが、資料の研究により創作された話であることが明らかになっている。
その後、盛重は東伯耆の要衝八橋城を与えられ、天正8年（1580年）に南条宗勝の子で織田方に寝返った南条元続や、その弟である小鴨元清の攻撃を受けるが撃退した。
天正9年（1581年）、伯耆国における毛利氏の拠点である鳥取城が羽柴秀吉により攻め落とされ、その2ヶ月後の12月25日に病死した。
墓と伝えるものは伯耆国尾高の観音寺、八橋の泰玄寺、天万の大安寺などにある。
盛重の死後、家督を継いだ嫡男・元盛は、天正10年（1582年）に羽柴氏と繋がっていることを名分に弟、景盛に二子ともども謀殺される。
その景盛も天正12年8月、吉川元長に羽柴氏と繋がっていることを理由に佐陀城を攻められ、自刃。三男の杉原景保は後に吉川家臣となり、岩国藩士として続いた。また、森重の甥にあたる杉原春良（直良の次男）も毛利家臣として続いている。

## 経歴
- 弘治3年（1557年）、2月以前に杉原豊後守某が亡くなったため、その後家と再婚し、備後国神辺城主となる。
- 永禄7年（1564年）、伯耆国尾高城主となる。前年に死去した元・城主の行松正盛の後家と再婚し、行松正盛の遺児を養育する。
- 永禄7年、伯耆国江尾城を攻略し、城主・蜂塚右衛門尉を自刃させる。（『三吉鼓文書』所収「永禄7年9月16日付杉原盛重書状」）
- 永禄9年（1566年）、伯耆国瑞仙寺の寺領を安堵する。（『瑞仙寺文書』）
- 永禄10年（1567年）、田中千代若に比江津神社（現：日吉津神社）主職を預け置く。（『蚊屋嶋神社文書』）
- 永禄12年（1569年）、一時、山中幸盛らの尼子氏の再興を目指す残党に尾高城を奪われる。（陰徳太平記）
- 元亀2年（1571年）、浄満原（現在の大山町上万）で尼子氏残党と戦う。（『陰徳太平記』）
- 天正元年（1573年）、光源院に足利義輝の焼香料として伯耆国興恩寺を寄進。（『光源院文書』）
- 天正9年（1581年）、大山寺西明院に伯耆国久古荘（現在の伯耆町久古）を寄進（『大山寺文書』）。伯耆国八橋城にて没す。（『伯耆民談記』）